# 厄尔巴公国
厄尔巴公国（義大利語：Principato d'Elba）是意大利历史上的一个非世袭君主制国家，于1814年4月11日根据《枫丹白露条约》在地中海的厄尔巴岛上建立。它存在不到1年，唯一的君主（厄尔巴主权亲王）是拿破仑·波拿巴，他在1815年2月26日逃离厄尔巴岛，返回法国统治，导致公国的终结。